# Parque Valle del Sol
GOLF Valle del Sol es un campo de golf ubicado en la zona de Santa Ana, en la provincia de San José, Costa Rica. Es el primero y único campo de golf profesional en Costa Rica abierto al público en el Valle Central.

## Historia
James O’Dea, de origen irlandés, procedió en 1969 a comprar propiedades en Costa Rica y Nicaragua. Luego de que su rancho de 500 acres fue confiscado por el gobierno de Nicaragua, a raíz de los conflictos políticos ocurridos bajo el gobierno de Daniel Ortega y que Costa Rica atravesaba una crisis económica bajo el gobierno de Rodrigo Alberto Carazo, O’Dea y su esposa Teresa regresaron a Estados Unidos en el año 1981.

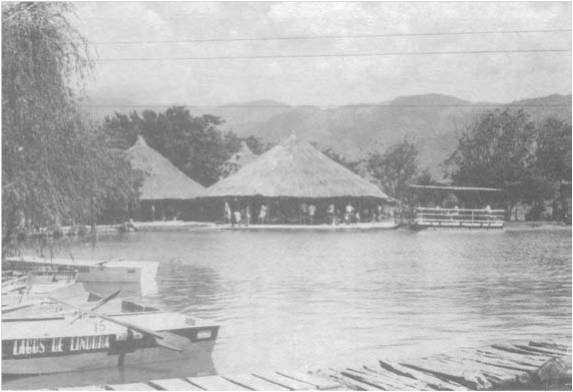
Lagos de Lindora 1970

O’ Dea compró terrenos a través de la banca nacional para la creación en los años 70 de Fundos Valle del Sol, S.A., primer desarrollador de Valle del Sol, y en el año 1975 desarrolló los primeros planos del conjunto habitacional, diseñado con un club campestre y una cancha de golf de 9 hoyos, un concepto innovador en la zona oeste de la capital. En aquellos años, Santa Ana aún era un pueblo de campesinos dedicados al cultivo de la cebolla.
Después de que finalizó el Gobierno de Oscar Arias (1990), Edgar Brenes André, que había sido viceministro de Comercio Exterior y ocupaba la Gerencia de Operaciones de la Bolsa Nacional de Valores, propuso a Pericles de Freitas Druck, presidente del grupo brasileño Habitasul, que participaran conjuntamente en la adquisición y explotación de la propiedad que hoy conforma Parque Valle del Sol, para lo cual se constituyó la firma Desarrollos Inmobiliarios Habitasul S.A.

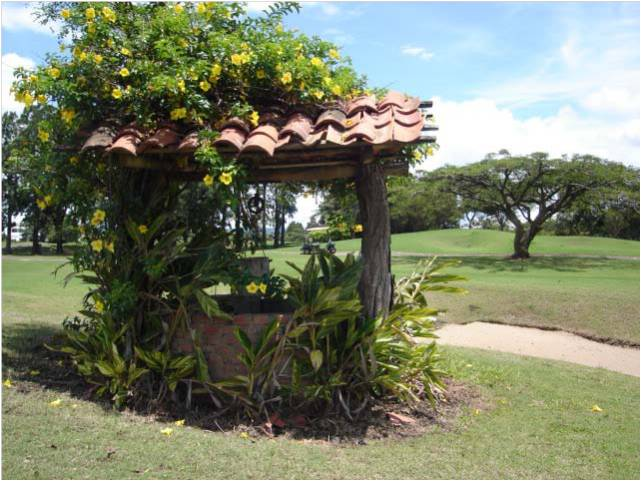
Pozo original en el Hoyo 6 de la Cancha de Golf de Valle del Sol

## Inauguración del residencial Parque Valle del Sol
En 1992 que se oficializa la adquisición del proyecto residencial con club de golf y se retoma el desarrollo de este conjunto habitacional y recreativo. En el acto de inauguración, al cual asistieron más de 800 personas, estuvo presente el Presidente de Costa Rica así como los señores embajadores de Brasil en Costa Rica, el Ministro de Turismo y varias personalidades del mundo oficial y social de Costa Rica y los medios de comunicación local. 
En la ceremonia del lanzamiento del residencial, se sirvió una auténtica “feijoada brasileira”, preparada en la cocina del Hotel Laje de Pedra de Brasil, y que fue transportada por avión y servida por el equipo de dicho hotel acompañada de la tradicional “caipirinha”. La fiesta se prolongó del almuerzo a la noche, al son de la música del trío brasileño Mayagô que se presentaba en el hotel.

## Fechas Importantes
1 de octubre de 1994: Inauguración de la Academia de Tenis de Valle del Sol.
14 de febrero de 1998: Inauguración de la primera etapa de la cancha de golf de Valle del Sol.
14 de febrero de 2001: Inauguración de la segunda etapa de la cancha de golf de Valle del Sol.
10 y 11 de agosto de 2002: Realización del primer Torneo Copa Valle del Sol.
15 de septiembre de 2002: Inauguración de la Academia de Golf de Valle del Sol.
19 y 20 de febrero de 2004: Realización del Costa Rica Open 2004, primer torneo internacional y profesional de Golf que se realiza en Valle del Sol parte del Tour de las Américas.

## Compromiso ambiental
Cada año, más áreas naturales se ven afectadas por las comunidades residenciales y centros comerciales que se han desarrollado en la zona, provocando que la vida silvestre nativa haya emigrado fuera de sus hábitats naturales.  Sin embargo, Parque Valle del Sol ha desarrollado un concepto que busca proteger los alrededores de la cancha para crear refugios naturales para la vida silvestre de modo a fomentarla.  Bajo esta perspectiva ambientalista, se diseñaron y construyeron 15 extensos lagos dentro de la cancha, creando varios sitios naturales que a lo largo de los últimos años, han propiciado nuevos y diversos hábitats y favorecido el crecimiento de una variada vida silvestre.
Conscientes de la importancia del medio ambiente, desde sus inicios ha desarrollado varias estrategias y adoptado modernas prácticas que han reducido significativamente el impacto que podría causar el mantenimiento de la cancha de golf.   Varias organizaciones, como Audubon International, USGA y GCSAA, nos han dado el apoyo y las directrices necesarias para asegurar una gerencia ambiental segura en el manejo diario de la cancha de golf. Los principales lineamientos están divididos en 6 categorías:
•	Planeamiento ambiental
•	Hábitats para la vida silvestre
•	Aplicaciones, reducción y seguridad en el manejo de químicos
•	Conservación del agua
•	Calidad del agua
•	Programa de educación  y alcances a comunidades externas

El parque cuenta con vastas zonas verdes decoradas con vegetación semitropical en donde se pueden observar gran cantidad de veraneras multicolores, macizos de chifleras, amapolas, laurel de la india y crotos, entre otras especies nativas.  El mayor atractivo visual al ingresar al lugar, son las islas centrales del boulevard con hileras de palmeras reales de más de 15 metros de altura.
El Instituto Nacional de Biodiversidad (INBIO) certificó la existencia de 93 especies de árboles dentro de la cancha de golf, de los cuales varios existen gracias al proceso de regeneración natural.  Destaca además la presencia de, al menos, doce especies de maderas preciosas que actualmente se encuentran amenazadas debido principalmente a su sobreexplotación, pérdida de hábitat y tala ilegal, como el Ron Ron, Cocobolo, Cristóbal, Caoba, Guayacan, Ceiba, Tempisque, Almendro y Cedro entre otros.
El Club de Aves de Costa Rica (BBCR) ha divisado a más de 50 especies de aves que habitan y se observan en la naturaleza que rodea la cancha de golf. El mes de noviembre, es cuando se logra divisar a la gran mayoría de aves migratorias que usualmente descansan en las orillas de los lagos en su viaje del norte a sur en búsqueda de temperaturas más cálidas. Asimismo, muchas otras aves han preferido establecerse definitivamente en el cancha y hacer de este hermoso su lugar, su hogar final, como las numerosas familias de patos silvestres que nadan en los lagos.

## Copa Valle del Sol
La Copa Valle del Sol es el Torneo de Golf más importante del año en Costa Rica y se ha acostumbra a realizarse en el verano de San Juan (junio-julio) desde el año 2002.  
Reúne anualmente a cien golfistas Amateurs, así como también a doce profesionales de golf de las principales canchas de golf del país. 
Ganadores de la Copa
	2014 : Mainor Castillo
	2012 : Alberto Hernández
	2011 : Ximena Montealegre
	2010 : Juan Carlos Bolaños 
	2009 : Alejandro Duque 
	2008 : Alejandro Duque 
	2007 : Alejandro Duque 
	2006 : Alejandro Duque 
	2005 : Alejandro Duque 
	2004 : Albert Evers 
	2003 : Álvaro Ortiz 
	2002 : Álvaro Ortiz